# جون هيل (رسام كارتون)
جون هيل (بالإنجليزية: John Hill)‏ هو رسام كارتون نيوزيلندي، ولد في 1889، وتوفي في 1974.